# Coorte (tassonomia)
In biologia, ai fini della tassonomia, la coorte è un livello di classificazione scientifica degli organismi viventi, applicato raramente in vecchi schemi tassonomici.
La posizione della coorte nell'organizzazione gerarchica dei taxa in letteratura ha una collocazione incerta.

La maggior parte delle fonti cita la coorte come un taxon di rango intermedio fra la Classe e l'Ordine.
In entomologia, invece, la coorte ha spesso un rango inferiore a quello dell'ordine come, ad esempio, avviene nella suddivisione dei Brachycera.